# Direttori di gabinetto del Primo ministro francese

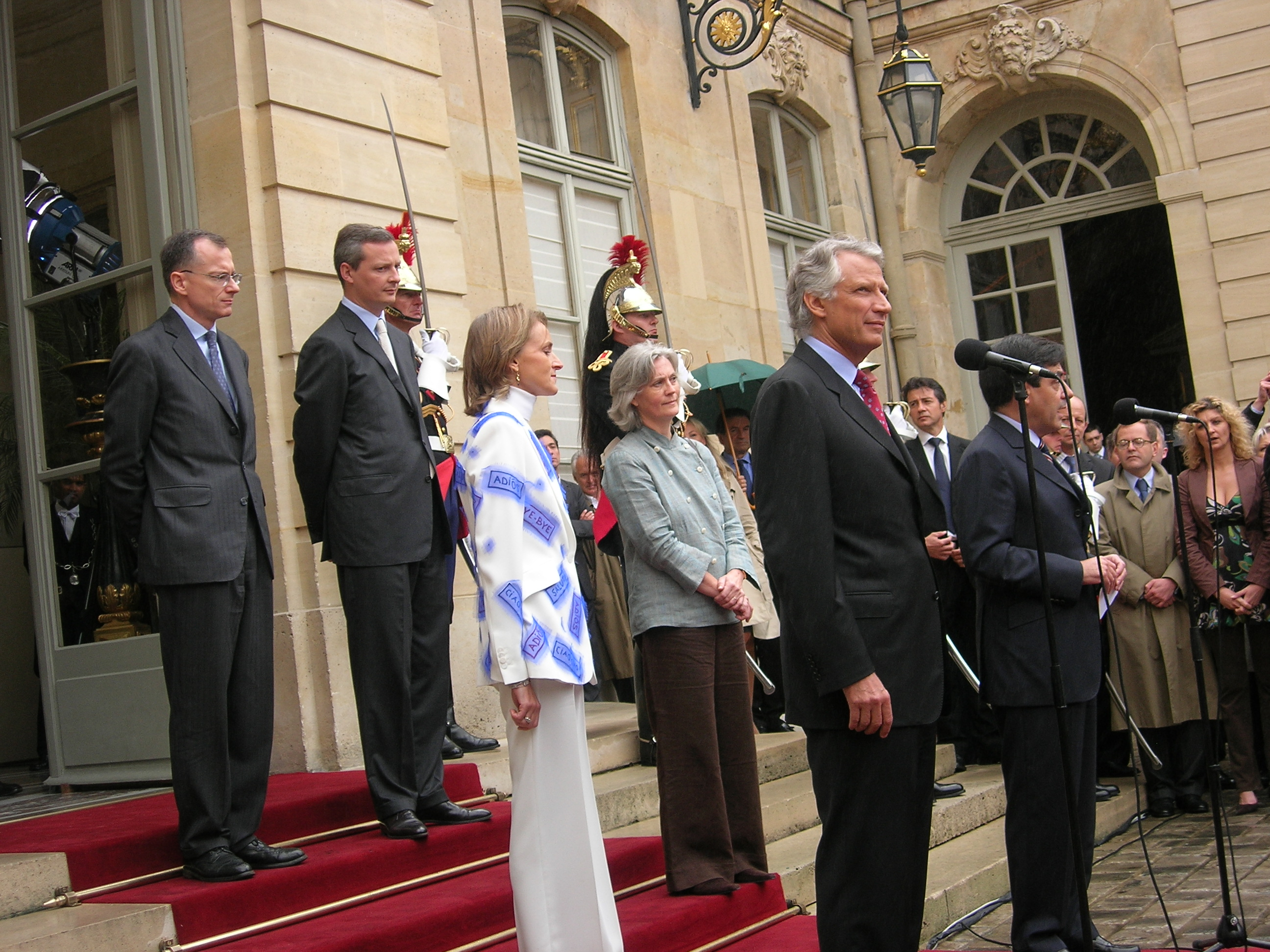
Trasferimento del potere da Dominique de Villepin a François Fillon nel maggio 2007, dietro Bruno Le Maire e Jean-Paul Faugère.

Il Primo ministro francese dispone di un gabinetto guidato da un direttore, che rientra nella posizione degli alti funzionari pubblici francesi.

## Elenco
| Primo ministro            | Direttore di gabinetto                                                                             |
| ------------------------- | -------------------------------------------------------------------------------------------------- |
| Michel Debré              | - Pierre Racine (1959–1962)                                                                        |
| Georges Pompidou          | - Jean Donnedieu de Vabres (1962) - François-Xavier Ortoli (1962–1966) - Michel Jobert (1966–1968) |
| Maurice Couve de Murville | - Bruno de Leusse de Syon (1968–1969)                                                              |
| Jacques Chaban-Delmas     | - Jean Sicurani (1969–1971) - André Chadeau (1971–1972)                                            |
| Pierre Messmer            | - Jacques Friedmann (1972–1973) - Pierre Doueil (1973-1974)                                        |
| Jacques Chirac            | - Jacques Friedmann (1974) - Jacques Pélissier (1974–1975) - Jérôme Monod (1975–1976)              |
| Raymond Barre             | - Daniel Doustin (1976–1978) - Philippe Mestre (1978–1981)                                         |
| Pierre Mauroy             | - Robert Lion (1981–1982) - Michel Delebarre (1982–1984)                                           |
| Laurent Fabius            | - Louis Schweitzer (1984–1986)                                                                     |
| Jacques Chirac            | - Maurice Ulrich (1986–1988)                                                                       |
| Michel Rocard             | - Jean-Paul Huchon (1988–1991)                                                                     |
| Édith Cresson             | - Gérard Moine (1991–1992)                                                                         |
| Pierre Bérégovoy          | - Hervé Hannoun (1992) - Marc-Antoine Autheman (1992–1993)                                         |
| Édouard Balladur          | - Nicolas Bazire (1993-1995) - Patrick Suet (1995)                                                 |
| Alain Juppé               | - Maurice Gourdault-Montagne (1995–1997)                                                           |
| Lionel Jospin             | - Olivier Schrameck (1997–2002)                                                                    |
| Jean-Pierre Raffarin      | - Pierre Steinmetz (2002–2003) - Michel Boyon (2003–2005)                                          |
| Dominique de Villepin     | - Pierre Mongin (2005–2006) - Bruno Le Maire (2006–2007)                                           |
| François Fillon           | - Jean-Paul Faugère (2007–2012)                                                                    |
| Jean-Marc Ayrault         | - Christophe Chantepy (2012–2014)                                                                  |
| Manuel Valls              | - Véronique Bédague (2014–2016)                                                                    |
| Bernard Cazeneuve         | - Patrick Strzoda (2016–2017)                                                                      |
| Édouard Philippe          | - Benoît Ribadeau-Dumas (2017–2020)                                                                |
| Jean Castex               | - Nicolas Revel (2020–2022)                                                                        |
| Élisabeth Borne           | - Aurélien Rousseau (2022–2023) - Jean-Denis Combrexelle (2023–2024)                               |
| Gabriel Attal             | - Emmanuel Moulin (dal 10 gennaio 2024)                                                            |